# Saule discolore
Salix discolor
Espèce
Classification APG III (2009)
Répartition géographique
Le saule discolore (Salix discolor) est une espèce de plantes à fleurs de la famille des Salicaceae. C'est un saule originaire d'Amérique du Nord.
Il est originaire des forêts et zones humides du nord du Canada (Colombie-Britannique, de l'est de Terre-Neuve-et-Labrador) et des régions contigües du Nord-Est des États-Unis (Idaho, sud du Wyoming et est du Maine et du Maryland),,.
Il s'agit d'un arbuste feuillu ou d'un arbre n'atteignant pas plus de six mètres de hauteur, et possédant des germes (bourgeons) marron. Ses feuilles sont ovales et mesurent entre 3 et 14 centimètres de long en moyenne. Elles sont de couleur verte sur le dessus et de couleur gris-blanc sur le dessous.
Ses fleurs forment de doux chatons, naissant à chaque printemps, les chatons femelles et les chatons mâles apparaissant sur différents plants (dioécie).
Ses fruits sont de petites capsules de 7 à 12 millimètres de long,.

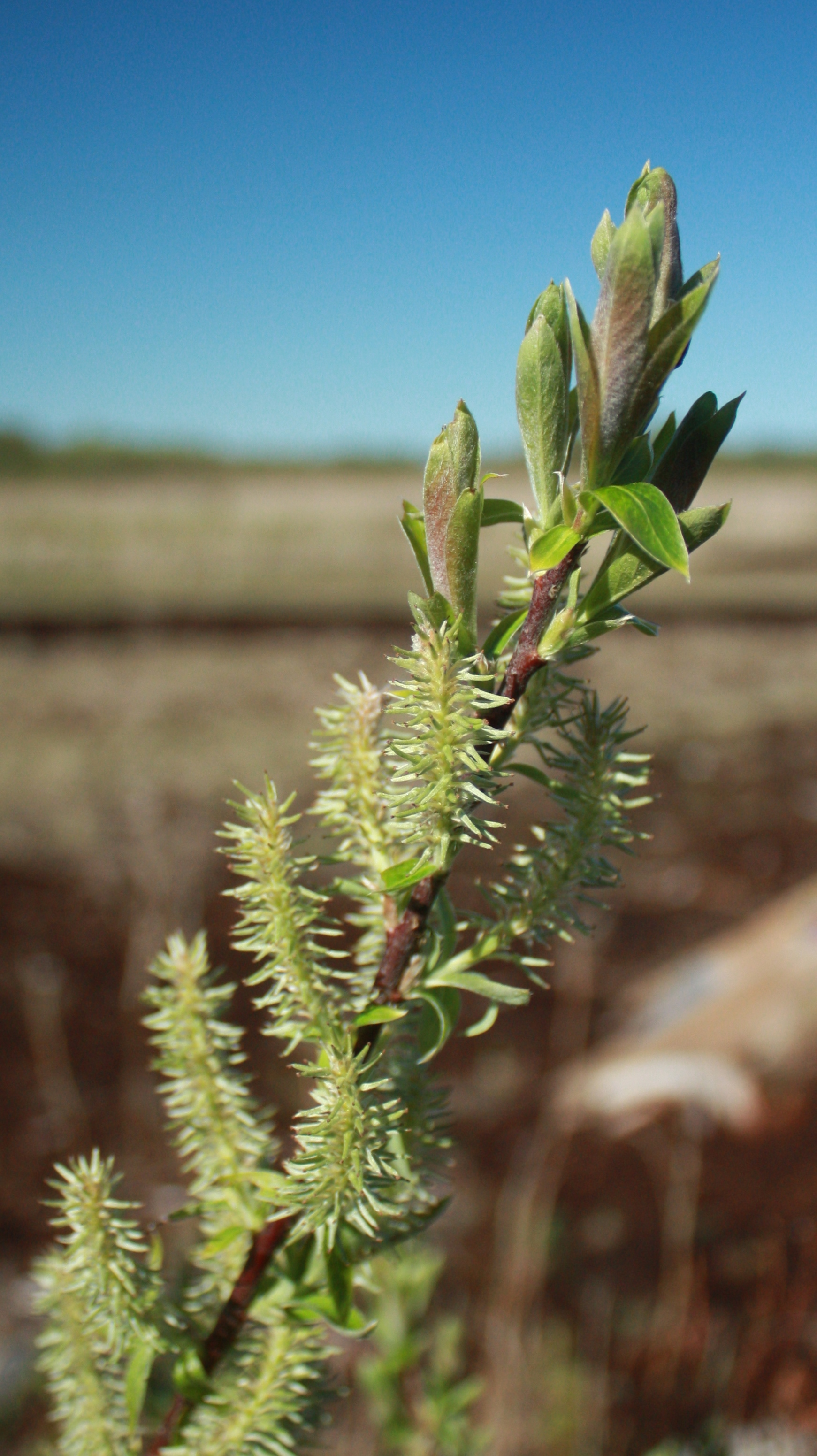
Fleurs femelles en mai.
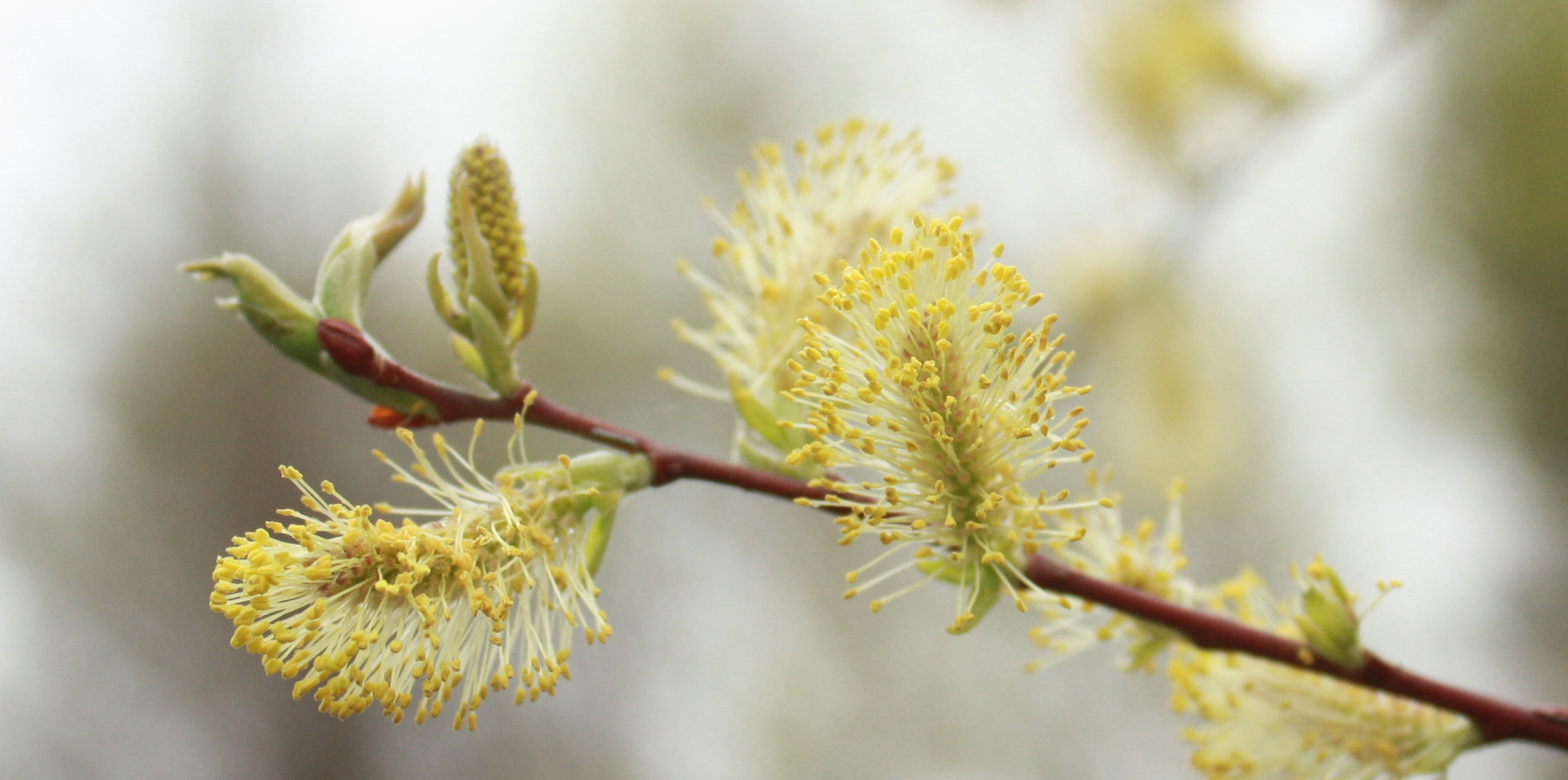
Fleurs mâles en mai.
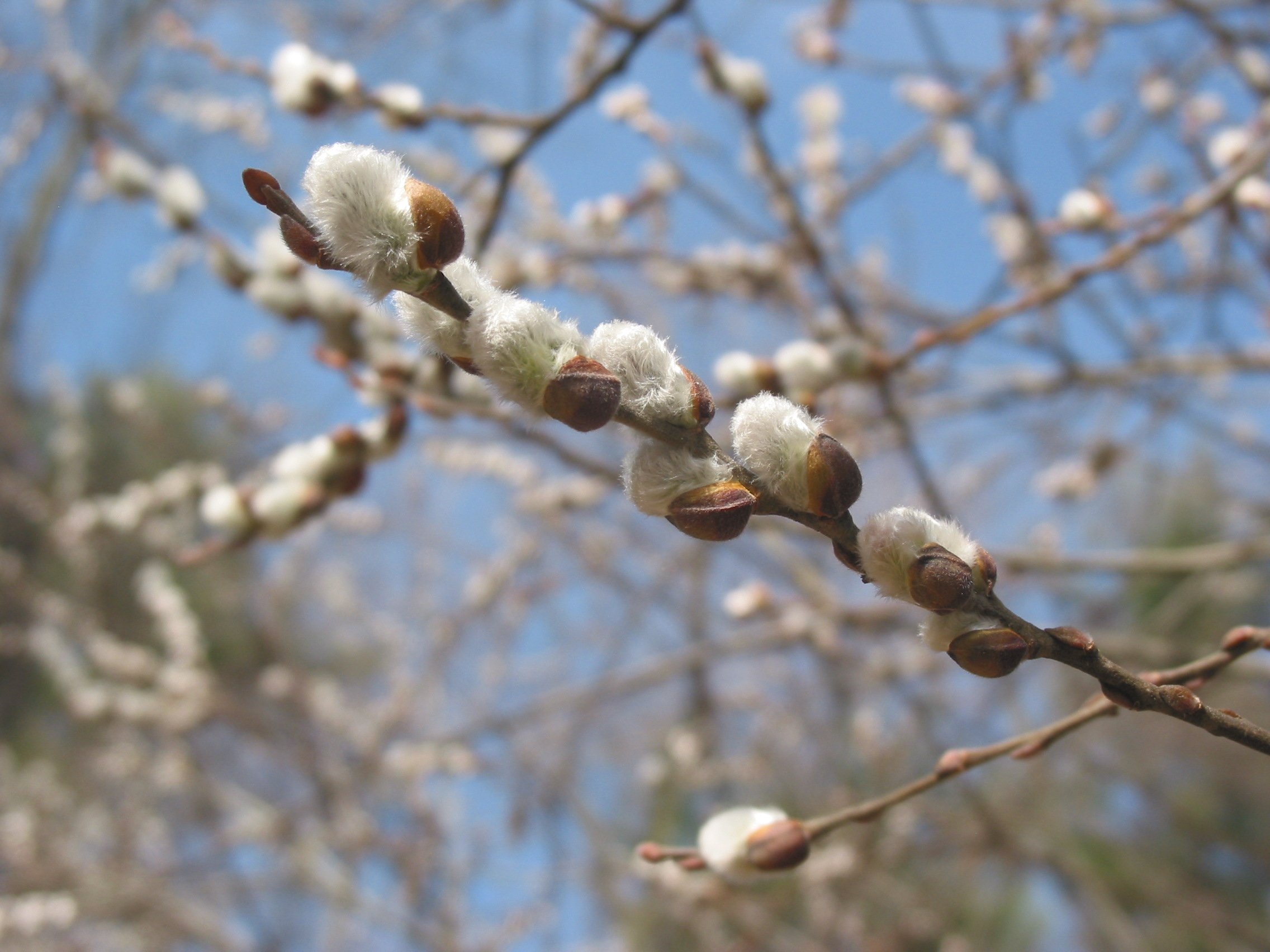
Branche avec chatons.